# Vioolconcert (Mendelssohn Bartholdy)
Vioolconcert in e-mineur (opus 64) is Felix Mendelssohns laatste grote werk voor orkest. Het vioolconcert is een belangrijk werk voor het vioolrepertoire en is een van de meest uitgevoerde concerten aller tijden.

## Geschiedenis
Na zijn aanstelling als hoofddirigent aan het Gewandhausorchester benoemde Mendelssohn zijn jeugdvriend Ferdinand David tot concertmeester. In een brief geschreven op 30 juli 1838 schreef Mendelssohn naar David dat hij voor hem een vioolconcert wilde schrijven. Het zou zijn tweede worden, als opvolger van het vioolconcert (met uitsluitend strijkers in het orkest) dat in de hoofdtoonsoort d-kleine terts staat en dat uit 1822 dateert toen Mendelssohn amper 13 jaar oud was.
Mendelssohn werd in het componeren overvallen door twijfels omdat hij wist dat zijn concert gespiegeld zou gaan worden aan het eertijds opzienbarende vioolconcert in D-grote terts van Ludwig van Beethoven met zijn bijzondere, afwijkende vormbouw. Deze twijfels strekten zich op enig moment ook uit over de keuze van het solo-instrument: Mendelssohn vervaardigde zelfs, althans in aanzet, een partituur waarin de solopartij van het nieuwe concert voor piano is geschreven.
In de zes jaren tussen de aankondiging van het concert en de uiteindelijke première had Mendelssohn regelmatig contact met David over de compositie en over speeltechnieken van de viool. Dit maakt zijn tweede vioolconcert tot het eerste concert dat gecomponeerd is onder invloed van een violist.
De partituur is gedateerd op 16 september 1844, maar Mendelssohn vroeg David nog steeds advies tot de première op 13 maart 1845 in Leipzig waarin David soleerde. Mendelssohn kon zelf niet dirigeren door ziekte waardoor de première gedirigeerd werd door de Deense componist Niels W. Gade. De uitvoering werd een doorslaand succes; daarom stond het concert in seizoen 1845-1846 weer op het repertoire. Ditmaal, op 20 oktober 1845, dirigeerde Mendelssohn wel zelf het Gewandhausorkest.
Een paar dagen later, op 10 november 1845, startte in Dresden een serie orkestconcerten, gearrangeerd door Robert Schumann. Op het programma stond de eerste uitvoering van Schumanns pianoconcert met Clara Schumann als soliste. Ze werd echter twee dagen voor de concertdatum ziek en daarom wendde Schumann zich tot Mendelssohn om diens vioolconcert op het programma te krijgen. Mendelssohn stemde toe maar de 'vaste' violist Ferdinand David was verhinderd. Daarom koos Mendelssohn voor de toen pas 14-jarige Joseph Joachim als solist.
Mendelssohns vioolconcert is altijd verheven gebleven boven de kritiek op veel van zijn andere werken, als zou die muziek triviaal en ouderwets zijn. Juist door zijn tweede vioolconcert in e-kleine terts is Mendelssohn tot op heden beroemd gebleven.

## Opbouw
Het vioolconcert bestaat uit drie delen:
1. Allegro molto appassionatoⓘ
2. Andanteⓘ
3. Allegretto non troppo - Allegro molto vivaceⓘ

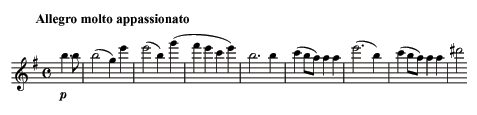
De opening van Mendelssohn's vioolconcert.

## Orkestratie
Het vioolconcert is gecomponeerd voor soloviool en een orkestbezetting van 2 fluiten, 2 hobo's, 2 klarinetten, 2 fagotten, 2 hoorns, 2 trompetten, pauken en strijkers.